# زمین‌لرزه ۲۰۱۸ هائیتی

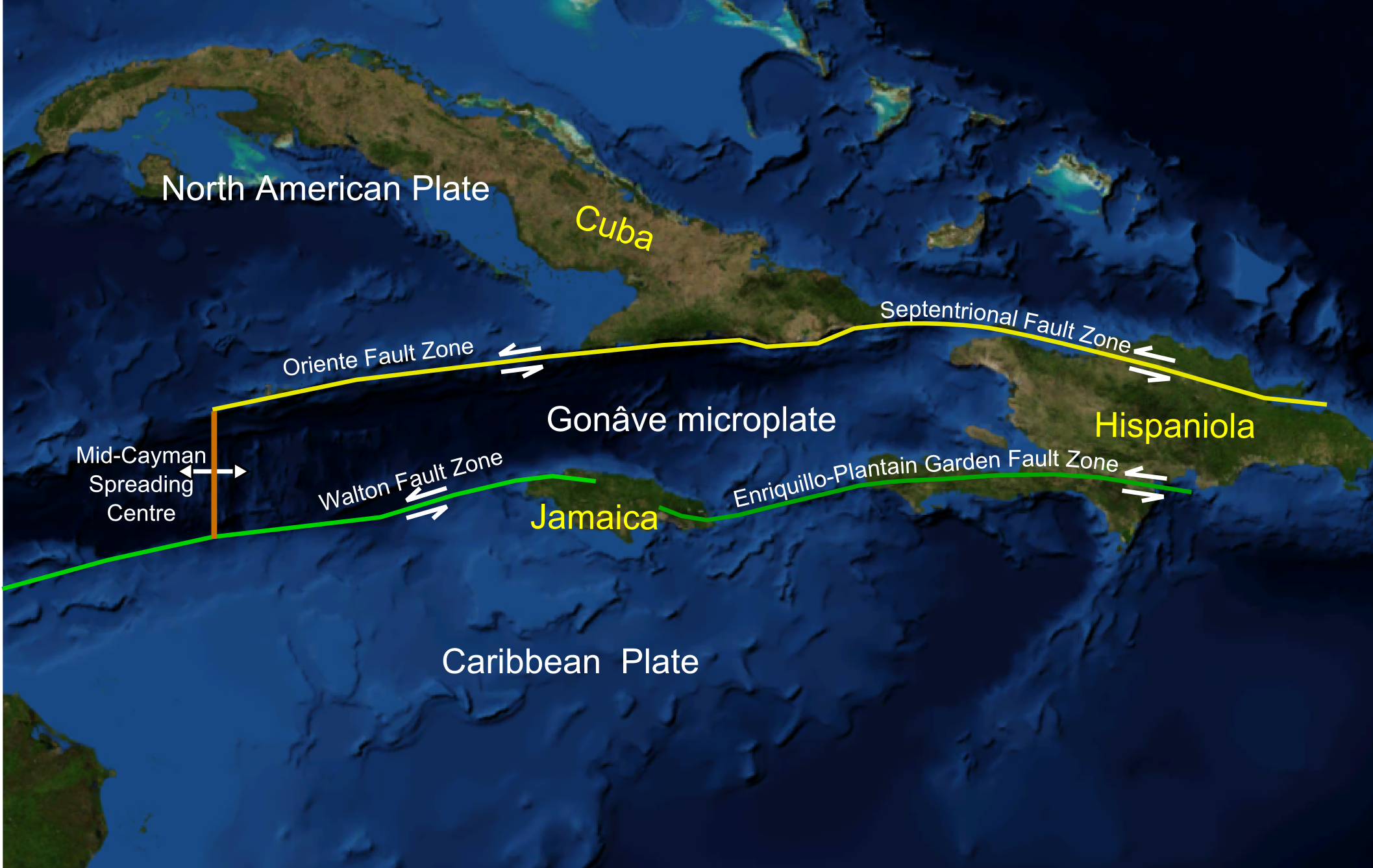
زمین‌لرزه ۲۰۱۸ هائیتی

زمین‌لرزه ۲۰۱۸ هائیتی (انگلیسی: 2018 Haiti earthquake) در ۶ اکتبر، حدود ساعت ۸:۱۱ صبح به وقت محلی، زمین‌لرزه‌ای به بزرگای ۵٫۹ ریشتر در ۱۹ کیلومتری شمال غربی پورت-دو-په، هائیتی رخ داد. در این زمین‌لرزه دست‌کم ۱۷ نفر را کشته شدند و خساراتی به بارآورد.

## تلفات و خسارات
این زمین‌لرزه باعث مرگ دست‌کم ۱۷ نفر و مصدومیت ۴۲۷ نفر شد. بخشی از یک بیمارستان در گراس مورن فرو بریزد و به نمای کلیسایی سان میشل در پالیزانس آسیب رساند. چندین کلاس درس در مدرسه ملی سن گابریل در گراس مورن آسیب دیده‌است. در کل ۳۵۳ خانه تخریب شده و ۷٬۴۳۰ خانه دیگر آسیب دیده‌اند.